# Ліпниця (Поморське воєводство)
Ліпниця (пол. Lipnica, нім. Liepnitz) — село в Польщі, у гміні Ліпниця Битівського повіту Поморського воєводства.
Населення — 930 осіб (2011).
У 1975-1998 роках село належало до Слупського воєводства.

## Демографія
Демографічна структура станом на 31 березня 2011 року:
|          | Загалом | Допрацездатний вік | Працездатний вік | Постпрацездатний вік |
| -------- | ------- | ------------------ | ---------------- | -------------------- |
| Чоловіки | 460     | 111                | 327              | 22                   |
| Жінки    | 470     | 112                | 292              | 66                   |
| Разом    | 930     | 223                | 619              | 88                   |